# Tinchebray
Tinchebray foi uma comuna francesa na região administrativa da Normandia, no departamento Orne. Estendia-se por uma área de 26,62 km². Em 2010 a comuna tinha 4 990 habitantes (densidade: 187,5 hab./km²).
Em 1 de janeiro de 2015, passou a formar parte da nova comuna de Tinchebray-Bocage.